# Lista de património edificado no distrito de Portalegre
Esta lista é uma sublista da Lista de património edificado em Portugal para o Distrito de Portalegre, ordenada alfabeticamente por concelho, baseada nas listagens do IPPAR de Março de 2005 e atualizações.
Legenda:
- Os monumentos podem eventualmente ter várias designações, sendo estas separadas nesse caso pela conjunção "ou";
- Por vezes vários edifícios fazem parte de uma mesma classificação patrimonial, sendo nesse caso separados pela conjunção "e";
- A existência de dois graus de classificação diferente para um mesmo monumento (usualmente VC e outro) significa que este aguarda uma classificação definitiva, se bem que tenha sido homologado com o grau indicado (ex: VC-IIP é um imóvel em vias de classificação, homologado com o grau de Imóvel de Interesse Público).

Observação: São preservadas as denominações adoptadas pelo IPPAR, mesmo que elas apresentem outras alternativas. Nestes casos há redireccionamento para aquela em que o artigo está redigido, podendo ou não esta designação aparecer na lista.

## Alter do Chão
| ID    | Designações                                                         | Categoria              | Tipologia  | Freguesia     | Grau | Ano  | Coordenadas              | Imagem       |
| ----- | ------------------------------------------------------------------- | ---------------------- | ---------- | ------------- | ---- | ---- | ------------------------ | ------------ |
| 70688 | Pelourinho de Alter do Chão                                         | Arquitectura civil     | Pelourinho | Alter do Chão | MN   | 1934 | 39.200226° N 7.658866° O |              |
| 70689 | Castelo de Alter do Chão                                            | Arquitectura militar   | Castelo    | Alter do Chão | MN   | 1910 | 39.199036° N 7.658556° O | Mais imagens |
| 71333 | Capela de Santo António dos Olivais                                 | Arquitectura religiosa | Capela     | Alter do Chão | VC   |      |                          |              |
| 71656 | Igreja do Senhor Jesus do Outeiro                                   | Arquitectura religiosa | Igreja     | Alter do Chão | VC   |      |                          |              |
| 73823 | Castelo de Alter Pedroso ou Fortificações de Alter Pedroso (restos) | Arquitectura militar   | Castelo    | Alter do Chão | IIP  | 1977 | 39.188921° N 7.622693° O | Mais imagens |
| 73824 | Estação arqueológica de Alter do Chão ou Ferragial d' El Rei        | Arqueologia            | Villa      | Alter do Chão | IIP  | 1982 | 39.197342° N 7.663498° O |              |
| 74777 | Casa do Álamo                                                       | Arquitectura civil     | Solar      | Alter do Chão | IIP  | 1978 | 39.199371° N 7.657698° O |              |
| 74778 | Chafariz da Praça da Républica                                      | Arquitectura civil     | Chafariz   | Alter do Chão | IIP  | 1974 | 39.199436° N 7.658488° O |              |
| 74779 | Igreja do Convento de Santo António (Alter do Chão)                 | Arquitectura religiosa | Igreja     | Alter do Chão | IIP  | 1983 | 39.197315° N 7.658379° O |              |
| 69683 | Castelo de Seda ou Fortificações de Seda (restos)                   | Arquitectura militar   | Alcáçova   | Seda          | IIP  | 1982 | 39.193101° N 7.787006° O |              |
| 70180 | Ponte de Vila Formosa                                               | Arquitectura civil     | Ponte      | Seda          | MN   | 1910 | 39.216063° N 7.784949° O | Mais imagens |

 Legenda: PM - Património Mundial · MN - Monumento Nacional · IIP - Imóvel de Interesse Público · MIP - Monumento de Interesse Público · CIP - Conjunto de Interesse Público · SIP - Sítio de Interesse Público · IIM - Imóvel de Interesse Municipal · MIM - Monumento de Interesse Municipal · CIM - Conjunto de Interesse Municipal · SIM - Sítio de Interesse Municipal · VC - Em vias de classificação · SPL - Sem proteção legal

## Arronches
| ID    | Designações                                                                                                | Categoria              | Tipologia | Freguesia | Grau | Ano  | Coordenadas              | Imagem       |
| ----- | --- | ---------------------- | --------- | --------- | ---- | ---- | ------------------------ | ------------ |
| 71111 | Igreja Matriz de Nossa Senhora da Assunção de Arronches                                                    | Arquitectura religiosa | Igreja    | Assunção  | MN   | 1922 | 39.122099° N 7.284805° O | Mais imagens |
| 75020 | Fortaleza de Arronches ou Fortificações de Arronches (restos)                                              | Arquitectura militar   | Fortaleza | Assunção  | IIP  | 1977 | 39.121377° N 7.285823° O | Mais imagens |
| 75021 | Igreja de Nossa Senhora da Luz (Assunção) ou Igreja do Antigo Convento dos Religiosos Agostinhos Descalços | Arquitectura religiosa | Igreja    | Assunção  | IIP  | 1993 | 39.123835° N 7.283597° O | Mais imagens |
| 70466 | Abrigo com pinturas rupestres de Vale de Junco ou Lapa dos Gaivões                                         | Arqueologia            | Gruta     | Esperança | MN   | 1970 | 39.148741° N 7.17287° O  |              |
| 74865 | Abrigo Pinho Monteiro, na Herdade do Monte                                                                 | Arqueologia            | Abrigo    | Esperança | IIP  | 1986 | 39.166257° N 7.220369° O |              |

 Legenda: PM - Património Mundial · MN - Monumento Nacional · IIP - Imóvel de Interesse Público · MIP - Monumento de Interesse Público · CIP - Conjunto de Interesse Público · SIP - Sítio de Interesse Público · IIM - Imóvel de Interesse Municipal · MIM - Monumento de Interesse Municipal · CIM - Conjunto de Interesse Municipal · SIM - Sítio de Interesse Municipal · VC - Em vias de classificação · SPL - Sem proteção legal

## Avis
| ID      | Designações                                                                      | Categoria              | Tipologia  | Freguesia | Grau | Ano  | Coordenadas                  | Imagem       |
| ------- | -------------------------------------------------------------------------------- | ---------------------- | ---------- | --------- | ---- | ---- | ---------------------------- | ------------ |
| 71163   | Castelo de Avis                                                                  | Arquitectura militar   | Castelo    | Avis      | MN   | 1910 | 39.05586° N 7.889656° O      | Mais imagens |
| 73455   | Conjunto do antigo Convento da Ordem de Avis ou Mosteiro de São Bento de Avis    | Arquitectura religiosa | Convento   | Avis      | IIP  | 1949 | 39.056221° N 7.889008° O     |              |
| 73456   | Pelourinho de Avis                                                               | Arquitectura civil     | Pelourinho | Avis      | IIP  | 1933 | 39.056737° N 7.890732° O     |              |
| 8327058 | Edifício sito na Rua António José de Almeida nº 47                               | n/a                    | n/a        | Avis      | IIM  |      | 39.05758631° N 7.89442045° O |              |
| 70179   | Lápide da Igreja de Benavila ou Lápide da Igreja de Nossa Senhora de Entre-Águas | Arqueologia            | Inscrição  | Benavila  | MN   | 1910 | 39.11042819° N 7.87087702° O |              |
| 70428   | Anta da Herdade da Ordem                                                         | Arqueologia            | Anta       | Maranhão  | MN   | 1910 | 38.941899° N 8.01712° O      |              |

 Legenda: PM - Património Mundial · MN - Monumento Nacional · IIP - Imóvel de Interesse Público · MIP - Monumento de Interesse Público · CIP - Conjunto de Interesse Público · SIP - Sítio de Interesse Público · IIM - Imóvel de Interesse Municipal · MIM - Monumento de Interesse Municipal · CIM - Conjunto de Interesse Municipal · SIM - Sítio de Interesse Municipal · VC - Em vias de classificação · SPL - Sem proteção legal

## Campo Maior
| ID    | Designações                                                                                     | Categoria              | Tipologia  | Freguesia                   | Grau | Ano  | Coordenadas              | Imagem       |
| ----- | ----------------------------------------------------------------------------------------------- | ---------------------- | ---------- | --------------------------- | ---- | ---- | ------------------------ | ------------ |
| 71212 | Pelourinho de Campo Maior                                                                       | Arquitectura civil     | Pelourinho | Nossa Senhora da Expectação | MN   | 1910 | 39.012521° N 7.068752° O |              |
| 74467 | Igreja de Nossa Senhora da Expectação ou Igreja Matriz de Campo Maior                           | Arquitectura religiosa | Igreja     | Nossa Senhora da Expectação | IIP  | 1949 | 39.012894° N 7.069848° O |              |
| 71110 | Castelo de Campo Maior                                                                          | Arquitectura militar   | Castelo    | São João Baptista           | MN   | 1911 | 39.011547° N 7.072374° O | Mais imagens |
| 71358 | Povoado de Santa Vitória de Campo Maior ou Povoado pré-histórico de Santa Vitória (Campo Maior) | Arqueologia            | Povoado    | São João Baptista           | VC   |      |                          |              |
| 74384 | Castelo de Ouguela                                                                              | Arquitectura militar   | Castelo    | São João Baptista           | IIP  | 1943 | 39.078983° N 7.031092° O |              |

 Legenda: PM - Património Mundial · MN - Monumento Nacional · IIP - Imóvel de Interesse Público · MIP - Monumento de Interesse Público · CIP - Conjunto de Interesse Público · SIP - Sítio de Interesse Público · IIM - Imóvel de Interesse Municipal · MIM - Monumento de Interesse Municipal · CIM - Conjunto de Interesse Municipal · SIM - Sítio de Interesse Municipal · VC - Em vias de classificação · SPL - Sem proteção legal

## Castelo de Vide
| ID      | Designações                                                                                          | Categoria              | Tipologia | Freguesia                                | Grau | Ano  | Coordenadas                  | Imagem       |
| ------- | --- | ---------------------- | --------- | ---------------------------------------- | ---- | ---- | ---------------------------- | ------------ |
| 72347   | Anta do Pai Anes                                                                                     | Arqueologia            | Anta      | Nossa Senhora da Graça de Póvoa e Meadas | IIP  | 1997 | 39.518163° N 7.537758° O     |              |
| 72348   | Anta da Tapada dos Matos ou Anta dos Mosteiros                                                       | Arqueologia            | Anta      | Nossa Senhora da Graça de Póvoa e Meadas | IIP  | 1997 | 39.513348° N 7.534205° O     |              |
| 74093   | Barragem da Tapada Grande ou Barragem Romana da Tapada Grande                                        | Arqueologia            | Barragem  | Nossa Senhora da Graça de Póvoa e Meadas | IIP  | 1997 | 39.491531° N 7.446787° O     |              |
| 70165   | Anta da Casa dos Galhardos ou Anta do Galhardo                                                       | Arqueologia            | Anta      | Santa Maria da Devesa                    | MN   | 1910 | 39.42017° N 7.460191° O      |              |
| 70245   | Menir da Meada(imagem)                                                                               | Arqueologia            | Menir     | Santa Maria da Devesa                    | MN   | 1997 | 39.496036° N 7.445735° O     |              |
| 70246   | Anta do Pêro d' Alva ou Anta das Tapadas de Pedro Álvaro ou Anta de Pedro Álvaro                     | Arqueologia            | Anta      | Santa Maria da Devesa                    | MN   | 1910 | 39.444892° N 7.471957° O     |              |
| 70247   | Anta dos Pombais(imagem)                                                                             | Arqueologia            | Anta      | Santa Maria da Devesa                    | MN   | 1910 | 39.434889° N 7.461573° O     |              |
| 70259   | Anta da Coutada de Alcogulo ou Anta do Alcogulo I                                                    | Arqueologia            | Anta      | Santa Maria da Devesa                    | MN   | 1910 | 39.41126° N 7.499062° O      |              |
| 70446   | Castelo de Castelo de Vide                                                                           | Arquitectura militar   | Castelo   | Santa Maria da Devesa                    | MN   | 1910 | 39.418374° N 7.458172° O     | Mais imagens |
| 71000   | Casa na Rua Nova, n.º 24                                                                             | Arquitectura civil     | Edifício  | Santa Maria da Devesa                    | IIM  | 1977 | 39.41599315° N 7.45571727° O |              |
| 71609   | Igreja de Santo Amaro/Igreja da Misericórdia(imagem)                                                 | Arquitectura religiosa | Igreja    | Santa Maria da Devesa                    | VC   |      |                              |              |
| 72563   | Casa do Pintor Ventura Porfírio e jardim                                                             | Arquitectura civil     | Casa      | Santa Maria da Devesa                    | IIM  | 2003 | 39.41599315° N 7.45571727° O |              |
| 72749   | Anta do Vale de Sancho                                                                               | Arqueologia            | Anta      | Santa Maria da Devesa                    | IIP  | 1997 | 39.491755° N 7.442823° O     |              |
| 72750   | Anta dos Olheiros                                                                                    | Arqueologia            | Anta      | Santa Maria da Devesa                    | IIP  | 1997 | 39.486855° N 7.467344° O     |              |
| 72751   | Anta do Porto Aivado ou Anta do Porto Alvado                                                         | Arqueologia            | Anta      | Santa Maria da Devesa                    | IIP  | 1997 | 39.520305° N 7.457311° O     |              |
| 155626  | Igreja de Nossa Senhora da Alegria ou Igreja do Castelo                                              | Arquitectura religiosa | Igreja    | Santa Maria da Devesa                    | VC   |      |                              |              |
| 69821   | Anta da Várzea dos Mourões                                                                           | Arqueologia            | Anta      | Santiago Maior                           | MN   | 1910 | 39.48695113° N 7.46857211° O |              |
| 69822   | Anta da Melriça(imagem) ou Anta da Fonte das Mulheres                                                | Arqueologia            | Anta      | Santiago Maior                           | MN   | 1910 | 39.433118° N 7.501857° O     |              |
| 69823   | Anta dos Coureleiros II(imagem)                                                                      | Arqueologia            | Anta      | Santiago Maior                           | MN   | 1910 | 39.451306° N 7.494249° O     |              |
| 71608   | Igreja de São Tiago Maior                                                                            | Arquitectura religiosa | Igreja    | Santiago Maior                           | VC   |      | 39.416848° N 7.458599° O     |              |
| 74909   | Anta do Cerejeiro                                                                                    | Arqueologia            | Anta      | Santiago Maior                           | IIP  | 1997 | 39.482311° N 7.484946° O     |              |
| 74910   | Anta dos Coureleiros IV(imagem)                                                                      | Arqueologia            | Anta      | Santiago Maior                           | IIP  | 1997 | 39.399683° N 7.492165° O     |              |
| 74911   | Anta dos Coureleiros I(imagem)                                                                       | Arqueologia            | Anta      | Santiago Maior                           | IIP  | 1997 | 39.399683° N 7.492165° O     |              |
| 74912   | Anta do Junçal ou Anta do Jocel ou Anta do Juncal                                                    | Arqueologia            | Anta      | Santiago Maior                           | IIP  | 1997 | 39.450485° N 7.471154° O     |              |
| 74913   | Anta dos Coureleiros V(imagem)                                                                       | Arqueologia            | Anta      | Santiago Maior                           | IIP  | 1997 | 39.399683° N 7.492165° O     |              |
| 74914   | Anta dos Coureleiros III(imagem)                                                                     | Arqueologia            | Anta      | Santiago Maior                           | IIP  | 1997 | 39.399683° N 7.492165° O     |              |
| 74915   | Anta do Vale da Estrada ou Anta do Couto do Zé Godinho                                               | Arqueologia            | Anta      | Santiago Maior                           | IIP  | 1997 | 39.496361° N 7.523554° O     |              |
| 70260   | Anta da Fonte de Mouratão ou Anta do Mouratão                                                        | Arqueologia            | Anta      | São João Baptista                        | MN   | 1910 | 39.423821° N 7.522656° O     |              |
| 70261   | Anta do Sobral(imagem) ou Anta da Nave do Grou                                                       | Arqueologia            | Anta      | São João Baptista                        | MN   | 1910 | 39.39637045° N 7.50623015° O |              |
| 71374   | Ermida de Nossa Senhora da Penha (Castelo de Vide)                                                   | Arquitectura religiosa | Ermida    | São João Baptista                        | VC   |      |                              |              |
| 72834   | Anta do Alcogulo II                                                                                  | Arqueologia            | Anta      | São João Baptista                        | IIP  | 1997 | 39.418461° N 7.496826° O     |              |
| 72836   | Anta do Alcogulo III                                                                                 | Arqueologia            | Anta      | São João Baptista                        | IIP  | 1997 | 39.414898° N 7.493685° O     |              |
| 72837   | Anta do Tapadão da Relva                                                                             | Arqueologia            | Anta      | São João Baptista                        | IIP  | 1997 | 39.407691° N 7.497344° O     |              |
| 73359   | Fonte da Vila(imagem)                                                                                | Arquitectura civil     | Fonte     | São João Baptista                        | IIP  | 1953 | 39.417189° N 7.455483° O     | Mais imagens |
| 155627  | Casa na Praça D. Pedro V ou Casa Amarela (Castelo de Vide)                                           | Arquitectura civil     | Edifício  | São João Baptista                        | IIP  | 1975 | 39.415045° N 7.455895° O     |              |
| 6165300 | Antigo Convento de São Francisco (São João Baptista) ou Asilo de Cegos de Nossa Senhora da Esperança | Arquitectura religiosa | Convento  | São João Baptista                        | VC   | 2003 | 39.413083° N 7.453211° O     |              |

 Legenda: PM - Património Mundial · MN - Monumento Nacional · IIP - Imóvel de Interesse Público · MIP - Monumento de Interesse Público · CIP - Conjunto de Interesse Público · SIP - Sítio de Interesse Público · IIM - Imóvel de Interesse Municipal · MIM - Monumento de Interesse Municipal · CIM - Conjunto de Interesse Municipal · SIM - Sítio de Interesse Municipal · VC - Em vias de classificação · SPL - Sem proteção legal

## Crato
| ID     | Designações                                                    | Categoria              | Tipologia | Freguesia        | Grau | Ano  | Coordenadas              | Imagem       |
| ------ | -------------------------------------------------------------- | ---------------------- | --------- | ---------------- | ---- | ---- | ------------------------ | ------------ |
| 70454  | Anta da Aldeia da Mata ou Tapadão 1                            | Arqueologia            | Anta      | Aldeia da Mata   | MN   | 1910 | 39.301475° N 7.711121° O |              |
| 73010  | Anta dos Penedos de S.Miguel                                   | Arqueologia            | Anta      | Aldeia da Mata   | VC   |      |                          |              |
| 70742  | Anta do Crato ou Anta do Couto dos Andreiros I                 | Arqueologia            | Anta      | Crato e Mártires | MN   | 1910 | 39.27542° N 7.642643° O  |              |
| 71798  | Capela de Nossa Senhora do Bom Sucesso ou Capela da Cadeia     | Arquitectura religiosa | Capela    | Crato e Mártires | IIP  | 1962 | 39.286824° N 7.645531° O |              |
| 71799  | Igreja de Nossa Senhora da Conceição ou Igreja Matriz do Crato | Arquitectura religiosa | Igreja    | Crato e Mártires | IIP  | 1944 | 39.284271° N 7.644368° O | Mais imagens |
| 71800  | Varanda do Grão-Prior                                          | Arquitectura civil     | Varanda   | Crato e Mártires | IIP  | 1983 | 39.285235° N 7.645757° O |              |
| 73623  | Castelo do Crato ou Castelo da Azinheira                       | Arquitectura militar   | Castelo   | Crato e Mártires | IIP  | 1982 | 39.284608° N 7.64291° O  |              |
| 155646 | Ponte do Monte do Prado ou Ponte Velha do Prado                | Arquitectura civil     | Ponte     | Crato e Mártires | VC   |      |                          |              |
| 340730 | Villa da Granja ou Vila Lusitano Romana da Granja              | Arqueologia            | Villa     | Crato e Mártires | VC   |      | 39.264148° N 7.636934° O |              |
| 69839  | Igreja da Flor da Rosa                                         | Arquitectura religiosa | Mosteiro  | Flor da Rosa     | MN   | 1910 | 39.306734° N 7.648174° O |              |
| 71337  | Fontes medievais de Flor da Rosa                               | Arquitectura civil     | Fonte     | Flor da Rosa     | VC   |      |                          |              |

 Legenda: PM - Património Mundial · MN - Monumento Nacional · IIP - Imóvel de Interesse Público · MIP - Monumento de Interesse Público · CIP - Conjunto de Interesse Público · SIP - Sítio de Interesse Público · IIM - Imóvel de Interesse Municipal · MIM - Monumento de Interesse Municipal · CIM - Conjunto de Interesse Municipal · SIM - Sítio de Interesse Municipal · VC - Em vias de classificação · SPL - Sem proteção legal

## Elvas
O maior conjunto de Fortificações Abaluartadas do mundo, Muralhas de Elvas, em Elvas, foram classificadas Património Mundial da Humanidade da UNESCO a 30 de Junho de 2012, bem como todo o Centro Histórico da Cidade.
| ID       | Designações                                                                                     | Categoria              | Tipologia                                                                | Freguesia                         | Grau | Ano  | Coordenadas                  | Imagem       |
| -------- | ----------------------------------------------------------------------------------------------- | ---------------------- | ------------------------------------------------------------------------ | --------------------------------- | ---- | ---- | ---------------------------- | ------------ |
| 70214    | Igreja do antigo Convento das Freiras de São Domingos ou Igreja do antigo Convento das Domingas | Arquitectura religiosa | Igreja                                                                   | Ajuda, Salvador e Santo Ildefonso | MN   | 1928 | 38.881689° N 7.164104° O     |              |
| 70639    | Igreja dos Domínicos, ou Igreja de São Domingos                                                 | Arquitectura religiosa | Igreja                                                                   | Ajuda, Salvador e Santo Ildefonso | MN   | 1910 | 38.87926° N 7.159946° O      | Mais imagens |
| 73122    | Anta da Venda                                                                                   | Arqueologia            | Anta                                                                     | Ajuda, Salvador e Santo Ildefonso | VC   |      |                              |              |
| 73511    | Anta do Sobral I                                                                                | Arqueologia            | Anta                                                                     | Ajuda, Salvador e Santo Ildefonso | IIP  | 1997 | 38.843232° N 7.187731° O     |              |
| 73684    | Ponte de Nossa Senhora da Ajuda                                                                 | Arquitectura civil     | Ponte                                                                    | Ajuda, Salvador e Santo Ildefonso | IIP  | 1967 | 38.776253° N 7.170565° O     | Mais imagens |
| 74068    | Anta do Monte Ruivo                                                                             | Arqueologia            | Anta                                                                     | Ajuda, Salvador e Santo Ildefonso | IIP  | 1997 | 38.784801° N 7.21209° O      |              |
| 74075    | Anta das Defesinhas II                                                                          | Arqueologia            | Anta                                                                     | Ajuda, Salvador e Santo Ildefonso | VC   |      |                              |              |
| 74085    | Anta de Valmor                                                                                  | Arqueologia            | Anta                                                                     | Ajuda, Salvador e Santo Ildefonso | IIP  | 1997 | 38.840542° N 7.187968° O     |              |
| 74088    | Anta das Defesinhas I                                                                           | Arqueologia            | Anta                                                                     | Ajuda, Salvador e Santo Ildefonso | VC   |      |                              |              |
| 74620    | Anta de São Rafael I                                                                            | Arqueologia            | Anta                                                                     | Ajuda, Salvador e Santo Ildefonso | IIP  | 1997 | 38.843232° N 7.187731° O     |              |
| 74621    | Igreja do Salvador (Ajuda, Salvador e Santo Ildefonso)                                          | Arquitectura religiosa | Igreja                                                                   | Ajuda, Salvador e Santo Ildefonso | IIP  | 1997 | 38.879021° N 7.162146° O     |              |
| 74622    | Anta de São Rafael II                                                                           | Arqueologia            | Anta                                                                     | Ajuda, Salvador e Santo Ildefonso | IIP  | 1997 | 38.843232° N 7.187731° O     |              |
| 70196    | Forte de Nossa Senhora da Graça ou de Lippe                                                     | Arquitectura militar   | Forte                                                                    | Alcáçova                          | PM   | 1910 | 38.894652° N 7.16442° O      | Mais imagens |
| 70353    | Muralhas e obras anexas da Praça de Elvas                                                       | Arquitectura militar   | Muralha                                                                  | Alcáçova                          | PM   | 1948 | 38.882188° N 7.163151° O     | Mais imagens |
| 70354    | Padrão de Elvas                                                                                 | Arquitectura civil     | Padrão                                                                   | Alcáçova                          | MN   | 1910 | 38.890905° N 7.177005° O     | Mais imagens |
| 70566    | Castelo de Elvas                                                                                | Arquitectura militar   | Castelo                                                                  | Alcáçova                          | PM   | 1910 | 38.883394° N 7.163129° O     | Mais imagens |
| 71797    | Passos da Via Sacra (cinco)                                                                     | Arquitectura religiosa | Capela                                                                   | Alcáçova                          | IIP  | 1997 |                              |              |
| 73125    | Passos da Via Sacra e Igreja do Salvador (Alcáçova)                                             | Arquitectura religiosa | Capela                                                                   | Alcáçova                          | IIP  | 1997 |                              |              |
| 73683    | Pelourinho de Elvas                                                                             | Arquitectura civil     | Pelourinho                                                               | Alcáçova                          | IIP  | 1933 | 38.881827° N 7.164193° O     | Mais imagens |
| 156824   | Igreja do Salvador (Alcáçova)                                                                   | Arquitectura religiosa | Igreja                                                                   | Alcáçova                          | IIP  | 1997 |                              |              |
| 71194    | Igreja de Nossa Senhora da Assunção (Assunção), ou Antiga Sé de Elvas                           | Arquitectura religiosa | Igreja                                                                   | Assunção                          | MN   | 1910 | 38.881236° N 7.164075° O     | Mais imagens |
| 72050    | Cerca do Convento de São Francisco (Assunção)                                                   | Arquitectura religiosa | Convento                                                                 | Assunção                          | VC   |      |                              |              |
| 72297    | Igreja de São Jesus da Piedade ou Santuário de São Jesus da Piedade                             | Arquitectura religiosa | Igreja                                                                   | Assunção                          | VC   | 1990 | 38.872579° N 7.178972° O     |              |
| 72600    | Casa do Plátano e nora                                                                          | Arquitectura civil     | Casa                                                                     | Assunção                          | VC   |      |                              |              |
| 72603    | Fortim de São Pedro ou Fortins de Elvas                                                         | Arquitectura militar   | Fortim                                                                   | Assunção                          | PM   |      |                              | Mais imagens |
| 97001845 | Pousada de Santa Luzia                                                                          | Monumento              |                                                                          | Assunção                          | n/c  |      | 38.874833° N 7.164483° O     |              |
| 70435    | Anta de D. Miguel I                                                                             | Arqueologia            | Anta                                                                     | Barbacena                         | MN   | 1939 | 38.982649° N 7.299617° O     |              |
| 70436    | Anta do Olival de Monte Velho                                                                   | Arqueologia            | Anta                                                                     | Barbacena                         | MN   | 1939 | 38.985742° N 7.299848° O     |              |
| 71130    | Anta da Coutada de Barbacena                                                                    | Arqueologia            | Anta                                                                     | Barbacena                         | MN   | 1939 | 38.973425° N 7.332699° O     |              |
| 71158    | Anta da Torna do Paço Pereira                                                                   | Arqueologia            | Anta                                                                     | Barbacena                         | MN   | 1939 | 38.970519° N 7.308692° O     |              |
| 71159    | Anta do Alto de Miraflores                                                                      | Arqueologia            | Anta                                                                     | Barbacena                         | MN   | 1939 | 38.970519° N 7.308692° O     |              |
| 71160    | Anta do Porto de Cima de D. Miguel                                                              | Arqueologia            | Anta                                                                     | Barbacena                         | MN   | 1939 | 38.982649° N 7.299617° O     |              |
| 71161    | Anta da Cabeça Gorda                                                                            | Arqueologia            | Anta                                                                     | Barbacena                         | MN   | 1939 | 38.982649° N 7.299617° O     |              |
| 71162    | Anta do Torrão                                                                                  | Arqueologia            | Anta                                                                     | Barbacena                         | MN   | 1939 | 38.959341° N 7.294428° O     |              |
| 73074    | Monumentos megalíticos de Elvas                                                                 | Arqueologia            | Monumentos megalíticos - Itinerários arqueológicos do Alentejo e Algarve | Barbacena                         | MN   | 1939 | 38.67446944° N 9.32533056° O |              |
| 73452    | Castelo de Barbacena                                                                            | Arquitectura militar   | Castelo                                                                  | Barbacena                         | IIP  | 1967 | 38.960285° N 7.293613° O     |              |
| 73453    | Castelo de Fontalva                                                                             | Arquitectura militar   | Castelo                                                                  | Barbacena                         | IIP  | 1977 | 38.986863° N 7.297756° O     |              |
| 73454    | Pelourinho de Barbacena                                                                         | Arquitectura civil     | Pelourinho                                                               | Barbacena                         | IIP  | 1933 | 38.960178° N 7.295796° O     |              |
| 73621    | Sítio arqueológico do Cabeço do Torrão ou Cabeço do Torrão                                      | Arqueologia            | Sítio arqueológico                                                       | Barbacena                         | VC   |      | 38.958843° N 7.296063° O     |              |
| 70258    | Igreja de São Pedro (Caia e São Pedro)                                                          | Arquitectura religiosa | Igreja                                                                   | Caia e São Pedro                  | MN   | 1910 | 38.88214° N 7.160671° O      | Mais imagens |
| 73682    | Igreja da Ordem Terceira de São Francisco                                                       | Arquitectura religiosa | Igreja                                                                   | Caia e São Pedro                  | IIP  | 1977 | 38.882699° N 7.161686° O     | Mais imagens |
| 74071    | Anta do Monte dos Frades                                                                        | Arqueologia            | Anta                                                                     | Santa Eulália                     | IIP  | 1997 | 38.983755° N 7.232524° O     |              |
| 70195    | Aqueduto da Amoreira                                                                            | Arquitectura civil     | Aqueduto                                                                 | São Brás e São Lourenço           | PM   | 1910 | 38.878008° N 7.172244° O     | Mais imagens |
| 73620    | Anta da Quinta do Forte de Botas                                                                | Arqueologia            | Anta                                                                     | São Brás e São Lourenço           | IIP  | 1997 | 38.861025° N 7.236133° O     |              |
| 74070    | Anta de Torre das Arcas I                                                                       | Arqueologia            | Anta                                                                     | São Brás e São Lourenço           | IIP  | 1997 | 38.861169° N 7.220462° O     |              |
| 73943    | Anta da Quinta das Longas                                                                       | Arqueologia            | Anta                                                                     | São Vicente e Ventosa             | VC   |      |                              |              |
| 74066    | Anta dos Serrones I                                                                             | Arqueologia            | Anta                                                                     | Vila Fernando                     | IIP  | 1997 | 38.897443° N 7.353929° O     |              |
| 74067    | Anta dos Serrones II                                                                            | Arqueologia            | Anta                                                                     | Vila Fernando                     | IIP  | 1997 | 38.898043° N 7.357876° O     |              |

 Legenda: PM - Património Mundial · MN - Monumento Nacional · IIP - Imóvel de Interesse Público · MIP - Monumento de Interesse Público · CIP - Conjunto de Interesse Público · SIP - Sítio de Interesse Público · IIM - Imóvel de Interesse Municipal · MIM - Monumento de Interesse Municipal · CIM - Conjunto de Interesse Municipal · SIM - Sítio de Interesse Municipal · VC - Em vias de classificação · SPL - Sem proteção legal

## Fronteira
| ID      | Designações                                                      | Categoria              | Tipologia  | Freguesia      | Grau | Ano  | Coordenadas                 | Imagem |
| ------- | ---------------------------------------------------------------- | ---------------------- | ---------- | -------------- | ---- | ---- | --------------------------- | ------ |
| 71156   | Cruzeiro de Cabeço de Vide                                       | Arquitectura religiosa | Cruzeiro   | Cabeço de Vide | MN   | 1910 | 39.132918° N 7.592406° O    |        |
| 71157   | Pelourinho de Cabeço de Vide                                     | Arquitectura civil     | Pelourinho | Cabeço de Vide | MN   | 1910 | 39.1343° N 7.587167° O      |        |
| 71369   | Retábulos da Igreja Paroquial de Cabeço de Vide                  | Arquitectura religiosa | Igreja     | Cabeço de Vide | VC   |      |                             |        |
| 71370   | Castelo de Cabeço de Vide                                        | Arquitectura militar   | Castelo    | Fronteira      | VC   |      |                             |        |
| 71661   | Capela do Espírito Santo                                         | Arquitectura religiosa | Capela     | Fronteira      | VC   |      | 39.057912° N 7.651914° O    |        |
| 72293   | Capela de Nossa Senhora de Vila Velha                            | Arquitectura religiosa | Capela     | Fronteira      | VC   |      | 39.068684° N 7.652464° O    |        |
| 74214   | Igreja de Nossa Senhora da Atalaia ou Igreja Matriz de Fronteira | Arquitectura religiosa | Igreja     | Fronteira      | IIP  | 1946 | 39.05677° N 7.649188° O     |        |
| 74215   | Pelourinho de Fronteira                                          | Arquitectura civil     | Pelourinho | Fronteira      | IIP  | 1933 | 39.05681° N 7.647716° O     |        |
| 74216   | Igreja do Senhor do Mártires ou Igreja dos Mártires              | Arquitectura religiosa | Igreja     | Fronteira      | IIP  | 1997 | 39.058036° N 7.648981° O    |        |
| 8890047 | Conjunto Edificado do Monte do Barrocal                          | n/a                    | n/a        | Fronteira      | IIM  |      | 39.05820593° N 7.6510397° O |        |
| 0       | Terreiro da Batalha dos Atoleiros                                | n/a                    | n/a        | Fronteira      | MN   | 2023 |                             |        |

 Legenda: PM - Património Mundial · MN - Monumento Nacional · IIP - Imóvel de Interesse Público · MIP - Monumento de Interesse Público · CIP - Conjunto de Interesse Público · SIP - Sítio de Interesse Público · IIM - Imóvel de Interesse Municipal · MIM - Monumento de Interesse Municipal · CIM - Conjunto de Interesse Municipal · SIM - Sítio de Interesse Municipal · VC - Em vias de classificação · SPL - Sem proteção legal

## Gavião
| ID     | Designações                                                              | Categoria              | Tipologia  | Freguesia | Grau | Ano  | Coordenadas                  | Imagem       |
| ------ | ------------------------------------------------------------------------ | ---------------------- | ---------- | --------- | ---- | ---- | ---------------------------- | ------------ |
| 70546  | Castelo de Belver                                                        | Arquitectura militar   | Castelo    | Belver    | MN   | 1910 | 39.493831° N 7.960977° O     | Mais imagens |
| 70999  | Ermida de Nossa Senhora do Pilar (Belver)                                | Arquitectura religiosa | Ermida     | Belver    | IIM  | 1993 | 39.49609284° N 7.954073° O   |              |
| 71377  | Capela de São Brás e retábulo                                            | Arquitectura religiosa | Capela     | Belver    | VC   |      |                              |              |
| 74288  | Anta do Penedo Gordo                                                     | Arqueologia            | Anta       | Belver    | IIP  | 1986 | 39.49020558° N 7.99663314° O |              |
| 74287  | Ponte da Ribeira da Venda Ponte antiga de pedra sobre a Ribeira da Venda | Arquitectura civil     | Ponte      | Comenda   | IIP  | 1986 | 39.41469552° N 7.80100435° O |              |
| 74466  | Pelourinho de Gavião                                                     | Arquitectura civil     | Pelourinho | Gavião    | IIP  | 1933 | 39.465932° N 7.932641° O     |              |
| 340863 | Capela do Calvário                                                       | n/a                    | n/a        | Gavião    | IIM  |      | 39.46242897° N 7.93424249° O |              |

 Legenda: PM - Património Mundial · MN - Monumento Nacional · IIP - Imóvel de Interesse Público · MIP - Monumento de Interesse Público · CIP - Conjunto de Interesse Público · SIP - Sítio de Interesse Público · IIM - Imóvel de Interesse Municipal · MIM - Monumento de Interesse Municipal · CIM - Conjunto de Interesse Municipal · SIM - Sítio de Interesse Municipal · VC - Em vias de classificação · SPL - Sem proteção legal

## Marvão
| ID       | Designações                                                                                     | Categoria              | Tipologia            | Freguesia                | Grau | Ano  | Coordenadas              | Imagem       |
| -------- | ----------------------------------------------------------------------------------------------- | ---------------------- | -------------------- | ------------------------ | ---- | ---- | ------------------------ | ------------ |
| 74544    | Estação Arqueológica romana da Herdade dos Pombais ou Monte da Herdade dos Pombais              | Arqueologia            | Estação Arqueológica | Beirã                    | IIP  | 1992 | 39.448409° N 7.370664° O |              |
| 70363    | Castelo de Marvão                                                                               | Arquitectura militar   | Castelo              | Santa Maria de Marvão    | MN   | 1922 | 39.396151° N 7.379897° O | Mais imagens |
| 70364    | Cruzeiro da Estrela                                                                             | Arquitectura religiosa | Cruzeiro             | Santa Maria de Marvão    | MN   | 1922 | 39.393716° N 7.373475° O |              |
| 71313    | Igreja de Santa Maria (Santa Maria de Marvão)                                                   | Arquitectura religiosa | Igreja               | Santa Maria de Marvão    |      |      |                          |              |
| 71820    | Pelourinho de Marvão                                                                            | Arquitectura civil     | Pelourinho           | Santa Maria de Marvão    | IIP  | 1933 | 39.393734° N 7.376383° O |              |
| 71821    | Todo o aglomerado urbano sito dentro do perímetro do Castelo de Marvão e das Muralhas de Marvão | Arquitectura civil     | Povoação             | Santa Maria de Marvão    | IIP  | 1948 | 39.394524° N 7.377054° O |              |
| 71822    | Convento de Nossa Senhora da Estrela                                                            | Arquitectura religiosa | Convento             | Santa Maria de Marvão    | IIP  | 1922 | 39.393435° N 7.373209° O |              |
| 97017337 | Pousada de Santa Maria                                                                          | Monumento              |                      | Santa Maria de Marvão    | n/c  |      | 39.393193° N 7.376267° O |              |
| 69711    | Cidade romana de Ammaia - ruínas romanas                                                        | Arqueologia            | Conjunto             | São Salvador da Aramenha | MN   | 1949 | 39.369516° N 7.386119° O | Mais imagens |
| 155764   | Caleiras de Escusa                                                                              | Arqueologia            | Forno                | São Salvador da Aramenha | VC   |      |                          |              |

 Legenda: PM - Património Mundial · MN - Monumento Nacional · IIP - Imóvel de Interesse Público · MIP - Monumento de Interesse Público · CIP - Conjunto de Interesse Público · SIP - Sítio de Interesse Público · IIM - Imóvel de Interesse Municipal · MIM - Monumento de Interesse Municipal · CIM - Conjunto de Interesse Municipal · SIM - Sítio de Interesse Municipal · VC - Em vias de classificação · SPL - Sem proteção legal

## Monforte
| ID      | Designações                                                         | Categoria              | Tipologia                                               | Freguesia    | Grau | Ano  | Coordenadas                  | Imagem |
| ------- | ------------------------------------------------------------------- | ---------------------- | ------------------------------------------------------- | ------------ | ---- | ---- | ---------------------------- | ------ |
| 71382   | Igreja Matriz de Assumar ou Igreja Paroquial de Assumar             | Arquitectura religiosa | Igreja                                                  | Assumar      | VC   |      |                              |        |
| 72747   | Igreja da Madalena                                                  | Arquitectura religiosa | Igreja                                                  | Monforte     | IIP  | 1939 | 39.051979° N 7.439407° O     |        |
| 72748   | Igreja de Nossa Senhora da Conceição                                | Arquitectura religiosa | Igreja                                                  | Monforte     | IIP  | 1983 | 39.055473° N 7.440912° O     |        |
| 340853  | Necrópole de Rabuje ou Necrópole Megalítica de Rabuje               | Arqueologia            | Necrópole                                               | Monforte     | IIP  | 2003 |                              |        |
| 340860  | Anta da Carrajola I                                                 | Arqueologia            | Anta                                                    | Monforte     | IIP  | 2003 |                              |        |
| 340862  | Anta da Serrinha                                                    | Arqueologia            | Anta                                                    | Monforte     | VC   |      |                              |        |
| 340864  | Ponte romana sobre a Ribeira de Monforte                            | Arqueologia            | Ponte                                                   | Monforte     | IIP  | 1990 | 39.057843° N 7.443629° O     |        |
| 340855  | Anta do Montinho das Pretas                                         | Arqueologia            | Anta                                                    | Santo Aleixo | IIP  | 2003 |                              |        |
| 6164349 | Anta do Peral I                                                     | Arqueologia            | Anta                                                    | Santo Aleixo | SIP  | 2010 | 38.95886286° N 7.43833648° O |        |
| 6164657 | Antas da Meada I e II ou Anta da Meada de Santo Aleixo              | Arqueologia            | Anta                                                    | Santo Aleixo | IIP  | 2003 |                              |        |
| 70272   | Villa Lusitano-Romana de Torre de Palma ou Ruínas de Torre de Palma | Arqueologia            | Villa - Itinerários arqueológicos do Alentejo e Algarve | Vaiamonte    | MN   | 1970 | 39.062032° N 7.488638° O     |        |
| 70272   | Basílica Paleocristã de Torre de Palma                              | Arqueologia            | Basílica Paleocristã                                    | Vaiamonte    | MN   | 1970 | 39.062032° N 7.488638° O     |        |

 Legenda: PM - Património Mundial · MN - Monumento Nacional · IIP - Imóvel de Interesse Público · MIP - Monumento de Interesse Público · CIP - Conjunto de Interesse Público · SIP - Sítio de Interesse Público · IIM - Imóvel de Interesse Municipal · MIM - Monumento de Interesse Municipal · CIM - Conjunto de Interesse Municipal · SIM - Sítio de Interesse Municipal · VC - Em vias de classificação · SPL - Sem proteção legal

## Nisa
| ID      | Designações                                                                                      | Categoria              | Tipologia       | Freguesia              | Grau | Ano  | Coordenadas                  | Imagem       |
| ------- | ------------------------------------------------------------------------------------------------ | ---------------------- | --------------- | ---------------------- | ---- | ---- | ---------------------------- | ------------ |
| 73645   | Cruzeiro de Alpalhão                                                                             | Arquitectura religiosa | Cruzeiro        | Alpalhão               | IIP  | 1977 | 39.415555° N 7.621935° O     |              |
| 73646   | Capela de Nossa Senhora da Redonda                                                               | Arquitectura religiosa | Capela          | Alpalhão               | IIP  | 1997 | 39.404944° N 7.64179° O      |              |
| 70244   | Castelo de Amieira                                                                               | Arquitectura militar   | Castelo         | Amieira do Tejo        | MN   | 1922 | 39.508103° N 7.816258° O     | Mais imagens |
| 72746   | Capela do Calvário                                                                               | Arquitectura religiosa | Capela          | Amieira do Tejo        | IIP  | 1950 | 39.510141° N 7.811702° O     |              |
| 70586   | Anta da Vila de Nisa                                                                             | Arqueologia            | Anta            | Espírito Santo         | MN   | 1910 | 39.448089° N 7.676198° O     |              |
| 74671   | Fonte da Pipa                                                                                    | Arquitectura civil     | Fonte           | Espírito Santo         | IIP  | 1963 | 39.514937° N 7.6498° O       |              |
| 74672   | Ponte medieval sobre a Ribeira de Figueiró, Ponte romana de Albarrol e Ponte romana de Vila Flor | Arqueologia            | Ponte           | Espírito Santo         | IIP  | 1961 | 39.515439° N 7.805994° O     |              |
| 70905   | Igreja de Montalvão                                                                              | Arquitectura religiosa | Igreja          | Montalvão              | IIM  | 1977 | 39.59469387° N 7.53937479° O |              |
| 155804  | Castelo de Montalvão                                                                             | Arquitectura militar   | Castelo         | Montalvão              | VC   |      |                              |              |
| 70113   | Castelo de Nisa                                                                                  | Arquitectura militar   | Castelo         | Nossa Senhora da Graça | MN   | 1922 | 39.517143° N 7.649041° O     |              |
| 70351   | Porta de Montalvão, porta da vila e restos da muralha da vila                                    | Arquitectura militar   | Fortaleza       | Nossa Senhora da Graça | MN   | 1922 | 39.517143° N 7.649041° O     |              |
| 71655   | Igreja da Misericórdia em Nisa                                                                   | Arquitectura religiosa | Igreja          | Nossa Senhora da Graça | VC   |      |                              |              |
| 71795   | Ermida de Nossa Senhora dos Prazeres                                                             | Arquitectura religiosa | Ermida          | Nossa Senhora da Graça | IIP  | 1963 | 39.547416° N 7.625851° O     |              |
| 71796   | Pelourinho de Nisa                                                                               | Arquitectura civil     | Pelourinho      | Nossa Senhora da Graça | IIP  | 1933 | 39.518422° N 7.649098° O     |              |
| 7989160 | Área arqueológica do Conhal                                                                      | Arqueologia            | Povoado Mineiro | Santana                | VC   |      |                              |              |

 Legenda: PM - Património Mundial · MN - Monumento Nacional · IIP - Imóvel de Interesse Público · MIP - Monumento de Interesse Público · CIP - Conjunto de Interesse Público · SIP - Sítio de Interesse Público · IIM - Imóvel de Interesse Municipal · MIM - Monumento de Interesse Municipal · CIM - Conjunto de Interesse Municipal · SIM - Sítio de Interesse Municipal · VC - Em vias de classificação · SPL - Sem proteção legal

## Ponte de Sor
| ID    | Designações                                      | Categoria              | Tipologia | Freguesia | Grau | Ano  | Coordenadas              | Imagem |
| ----- | ------------------------------------------------ | ---------------------- | --------- | --------- | ---- | ---- | ------------------------ | ------ |
| 73423 | Capela da Santa Casa da Misericórdia de Galveias | Arquitectura religiosa | Capela    | Galveias  | IIP  | 1977 | 39.158928° N 7.997531° O |        |

 Legenda: PM - Património Mundial · MN - Monumento Nacional · IIP - Imóvel de Interesse Público · MIP - Monumento de Interesse Público · CIP - Conjunto de Interesse Público · SIP - Sítio de Interesse Público · IIM - Imóvel de Interesse Municipal · MIM - Monumento de Interesse Municipal · CIM - Conjunto de Interesse Municipal · SIM - Sítio de Interesse Municipal · VC - Em vias de classificação · SPL - Sem proteção legal

## Portalegre
| ID       | Designações | Categoria              | Tipologia       | Freguesia       | Grau | Ano  | Coordenadas                  | Imagem       |
| -------- | --- | ---------------------- | --------------- | --------------- | ---- | ---- | ---------------------------- | ------------ |
| 71109    | Castelo de Alegrete | Arquitectura militar   | Castelo         | Alegrete        | MN   | 1946 | 39.236985° N 7.324204° O     | Mais imagens |
| 10291497 | Quinta da Queijeirinha | n/a                    | n/a             | Reguengo        | IIM  |      | 39.29794193° N 7.39827836° O |              |
| 8354848  | Quinta da Provença | n/a                    | n/a             | Ribeira de Nisa | IIM  |      | 39.32724215° N 7.42008809° O |              |
| 72322    | Castelo de Torrejão ou Baluarte do Torrejão ou Atalaia do Torrejão ou Torre de Atalaião ou Torrejã | Arquitectura militar   | Castelo         | São Julião      | IIP  | 1977 | 39.32317375° N 7.32133907° O |              |
| 71010    | Prédio na Rua 5 de Outubro | Arquitectura civil     | Edifício        | São Lourenço    | IIM  | 1977 | 39.29494418° N 7.43069721° O |              |
| 71011    | Palácio dos Viscondes dos Cidraes | Arquitectura civil     | Edifício        | São Lourenço    | IIM  | 1977 | 39.29352833° N 7.43190526° O |              |
| 71012    | Construções setecentistas e chafariz do Largo 28 de Janeiro | Arquitectura civil     | Conjunto urbano | São Lourenço    | IIM  | 1977 | 39.29246998° N 7.43415295° O |              |
| 71141    | Claustros do Mosteiro de São Bernardo ou Convento de Nossa Senhora da Conceição ou actual Centro de Instrução de Praças da GNR de Portalegre (2 claustros no convento anexo à Igreja de São Bernardo) | Arquitectura religiosa | Claustro        | São Lourenço    | MN   | 1943 | 39.296559° N 7.426641° O     | Mais imagens |
| 71142    | Cruzeiro de São Bernardo ou Cruzeiro de Portalegre | Arquitectura religiosa | Cruzeiro        | São Lourenço    | MN   | 1910 | 39.296607° N 7.428086° O     |              |
| 71143    | Igreja de São Bernardo ou Igreja do Mosteiro de São Bernardo ou Igreja do Convento de Nossa Senhora da Conceição (o túmulo de D. Jorge de Melo e os 2 claustros do convento anexo à Igreja)           | Arquitectura religiosa | Igreja          | São Lourenço    | MN   | 1910 | 39.296559° N 7.426641° O     |              |
| 72015    | Edifício da Fábrica Real | Arquitectura civil     | Edifício        | São Lourenço    | VC   |      |                              |              |
| 72016    | Colégio de Santo António ou cerca do Convento de Santo António | Arquitectura religiosa | Convento        | São Lourenço    | VC   |      |                              |              |
| 72623    | Quinta das Flores | Arquitectura civil     | Quinta          | São Lourenço    | VC   |      |                              |              |
| 73421    | Capela de Nossa Senhora da Penha | Arquitectura religiosa | Capela          | São Lourenço    | IIP  | 1983 | 39.29755° N 7.442345° O      |              |
| 73422    | Igreja do Bonfim | Arquitectura religiosa | Igreja          | São Lourenço    | IIP  | 1970 | 39.304512° N 7.434057° O     |              |
| 69885    | Torre de Vigia | Arquitectura militar   | Torre           | Sé              | IIP  | 1985 | 39.29308° N 7.423317° O      |              |
| 70581    | Janelas da Casa da Rua de Azevedo Coutinho ou Casa Manuelina de D. Nuno de Sousa ou Palácio de D. Nuno de Sousa ou Palácio dos Condes de Vila Real                                                    | Arquitectura civil     | Janela          | Sé              | MN   | 1910 | 39.291287° N 7.427485° O     |              |
| 70705    | Lápide do Município | Arquitectura civil     | Lápide          | Sé              | MN   | 1910 | 39.29119171° N 7.43277469° O |              |
| 70706    | Muralhas do Castelo de Portalegre | Arquitectura militar   | Castelo         | Sé              | MN   | 1922 | 39.289599° N 7.43224° O      | Mais imagens |
| 70707    | Sé Catedral de Portalegre | Arquitectura religiosa | Catedral        | Sé              | MN   | 1910 | 39.291328° N 7.433755° O     | Mais imagens |
| 70708    | Convento de Santa Clara | Arquitectura religiosa | Convento        | Sé              | MN   |      | 39.289986° N 7.432097° O     |              |
| 72888    | Igreja do Convento de São Francisco | Arquitectura religiosa | Igreja          | Sé              | IIP  | 1967 | 39.288837° N 7.428403° O     |              |
| 72889    | Palácio Barahona ou Palácio Caldeira de Castel-Branco Barahona | Arquitectura civil     | Palácio         | Sé              | IIP  | 1982 | 39.291074° N 7.431416° O     |              |
| 72890    | Casa Amarela ou Palácio Amarelo (Portalegre) | Arquitectura civil     | Casa            | Sé              | IIP  | 1971 | 39.292261° N 7.43338° O      |              |
| 72891    | Igreja da Misericórdia e consistório | Arquitectura religiosa | Igreja          | Sé              | IIP  | 1944 | 39.291741° N 7.432465° O     |              |
| 6780906  | Fábrica de Cortiça Robinson | Arquitectura civil     | Fábrica         | Sé              | VC   |      | 39.02305556° N 9.32055556° O |              |

 Legenda: PM - Património Mundial · MN - Monumento Nacional · IIP - Imóvel de Interesse Público · MIP - Monumento de Interesse Público · CIP - Conjunto de Interesse Público · SIP - Sítio de Interesse Público · IIM - Imóvel de Interesse Municipal · MIM - Monumento de Interesse Municipal · CIM - Conjunto de Interesse Municipal · SIM - Sítio de Interesse Municipal · VC - Em vias de classificação · SPL - Sem proteção legal

## Sousel
| ID      | Designações                                                                            | Categoria              | Tipologia  | Freguesia | Grau | Ano  | Coordenadas              | Imagem |
| ------- | -------------------------------------------------------------------------------------- | ---------------------- | ---------- | --------- | ---- | ---- | ------------------------ | ------ |
| 73287   | Igreja Matriz de Sousel ou Igreja de Nossa Senhora da Graça                            | Arquitectura religiosa | Igreja     | Cano      | MIP  | 2010 | 38.952618° N 7.675625° O |        |
| 6362883 | Povoado de São Bartolomeu                                                              | Arqueologia            | Povoado    | Cano      | VC   |      |                          |        |
| 74775   | Igreja de Nossa Senhora da Orada (Sousel) ou Capela de Nossa Senhora da Orada (Sousel) | Arquitectura religiosa | Igreja     | Sousel    | IIP  | 1962 | 38.95048° N 7.676224° O  |        |
| 74776   | Pelourinho de Sousel                                                                   | Arquitectura civil     | Pelourinho | Sousel    | IIP  | 1933 | 38.952083° N 7.676165° O |        |

 Legenda: PM - Património Mundial · MN - Monumento Nacional · IIP - Imóvel de Interesse Público · MIP - Monumento de Interesse Público · CIP - Conjunto de Interesse Público · SIP - Sítio de Interesse Público · IIM - Imóvel de Interesse Municipal · MIM - Monumento de Interesse Municipal · CIM - Conjunto de Interesse Municipal · SIM - Sítio de Interesse Municipal · VC - Em vias de classificação · SPL - Sem proteção legal
1. ↑  publico.pt (7 de fevereiro de 2023). «Há dois novos monumentos nacionais em Portugal»